# Catostemma marahuacense
Catostemma marahuacense är en malvaväxtart som beskrevs av J.A. Steyermark. Catostemma marahuacense ingår i släktet Catostemma och familjen malvaväxter. Inga underarter finns listade i Catalogue of Life.